# Nina Badrić
Nina Badrić, född 4 juli 1972 i Zagreb, är en kroatisk sångare. Hon representerade Kroatien i Eurovision Song Contest 2012 i Baku i Azerbajdzjan med låten "Nebo".

## Karriär
Nina Badrićs musikkarriär börjande under 1990-talet och hon har sedan dess blivit en av de mest framgångsrika artisterna från Kroatien. Hon är mycket populär inte bara i hemlandet utan även i de omgivande forna jugoslaviska staterna. Hon skriver de flesta av sina låtar själv. Badrić har framfört låtar med bland andra Dino Merlin. Hon har hittills släppt nio album, det senaste år 2011.
Badrić har tidigare varit internationell fotomodell samt modell för Frédérique Constants lyxklockor. Hon var med i flera modetidningar, som Vogue och InStyle samt i New York Times.

### Eurovision Song Contest 2012
Den 10 januari 2012 valdes hon ut internt av HRT till att representera Kroatien i Eurovision Song Contest 2012. Den 18 februari meddelades att hon skulle framföra låten "Nebo". Låten släpptes redan den 30 november 2011 på hennes senaste album NeBo. Hon deltog i den andra semifinalen den 24 maj. När resultatet meddelades stod det klart att Badrić inte var en av de 10 finalisterna.

## Diskografi

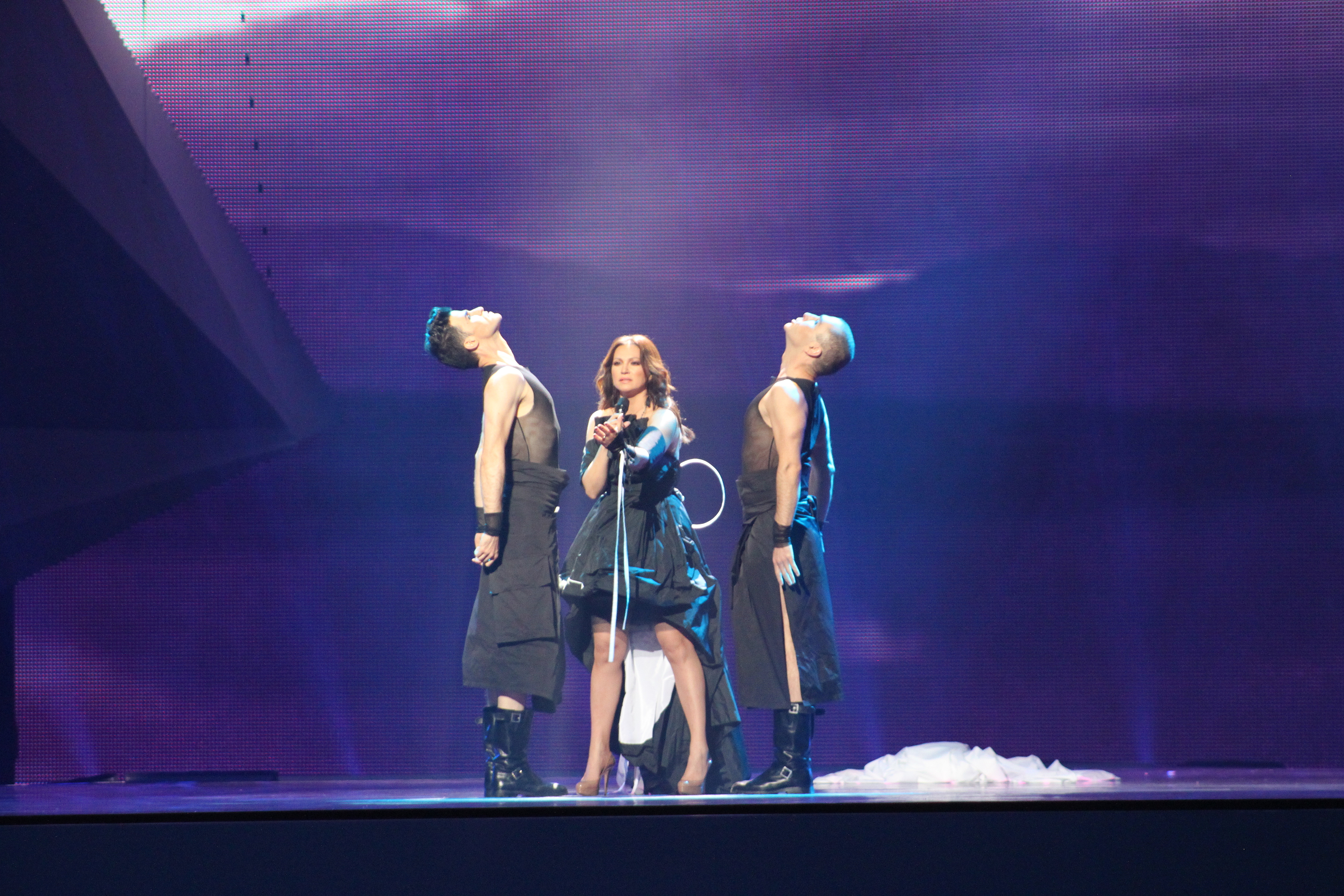
Nina Badrić i Baku 2012.

### Studioalbum
- 1995 - Godine nestvarne
- 1997 - Personality
- 1999 - Unique
- 2000 - Nina
- 2003 - Ljubav
- 2007 - 07
- 2011 - NeBo

### Samlingsalbum
- 2003 - Collection

### Livealbum
- 2005 - Ljubav za ljubav - Live